# Les Destinées sentimentales (roman)
Pour les articles homonymes, voir Les Destinées sentimentales (film).
Les Destinées sentimentales est un roman de Jacques Chardonne publié en 1934.
À travers le destin d'un pasteur devenu industriel, ce livre raconte plus de cinquante ans d’évolution de la bourgeoisie protestante pendant les guerres, la mutation de la production du cognac et la crise de la porcelaine de Limoges.

## Adaptation cinématographique
Le roman est adapté au cinéma sous le titre homonyme par Olivier Assayas.